# Dům u Fünfkirchenů
Dům u Fünfkirchenů je původně renesanční palácová budova s pozdějšími úpravami v barokním slohu. Nachází se ve Sněmovní ulici č. 170/15 v Praze na Malé Straně.

## Historie
Roku 1611 získal Jan Bernhard z Fünfkirchenu Hoffmannské domy na Malé Straně a spojil je do jednoho paláce. Za jeho účast na defenestraci a stavovském povstání proti panovníkovi byl po bitvě na Bílé hoře jeho majetek zkonfiskován a dům přešel na hraběte Viléma Slavatu. Jeho vnučka Kateřina se ovšem provdala za Jana Arnošta z Fünfkirchenu, vnuka Jana Bernharda a pražský palác se tak dostal zpět do rukou rodu.
Další členové rodu později palác prodali Kolovratům, kteří nechali palác spolu s okolními domy zbořit a na jejich místě vystavět nový palác, Thunovský.
Dnešní Sněmovní ulice je dodnes známa také jako Fünfkirchen Gasse, tedy Pětikostelní ulice resp. náměstí.
Dne 30. května 1719 se zde narodil český historiograf, piarista Gelasius Dobner.